# Marca d'impressor
La marca d'impressor és l'element il·lustratiu que, generalment, es troba a la portada i al colofó dels llibres i serveix com a factor identificatiu del taller tipogràfic on es produïen, o bé de l'editor o llibreter participants que pagaven les edicions. També es coneix com a marca tipogràfica, marca d'impremta i marca editorial.
La marca ve a ser per l'impressor o llibreter el que l'exlibris és al bibliòfil: el seu distintiu o senyal d'identitat. Per un impressor “enamorat del seu ofici triar una marca adequada, per a imposar-la com a estendard en els colofons dels volums estampats a la seva oficina no era una cosa fàcil. Així com el bibliòfil procura adoptar un ex-libris que sintetitzi les seves predileccions o la seva manera de comprendre els llibres, l'impressor pot i ha de donar igualment, a la seva marca, un aspecte original que tradueixi algunes de les característiques de l'obrador gràfic que farà perdurar el seu nom enllà dels segles”.

## Història

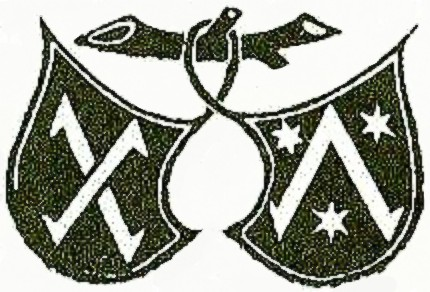
Primera Marca d'impressor. Psalmorum Codes de Fust&Schöffer,, Mainz,1457

Les primeres marques d'impressor consistien en una simple sigla gravada en fusta sobre fons negre, que reproduïa el signe que els llibreters i impressors posaven sobre les bales de llibres que enviaven als seus corresponsals per més comoditat dels transportistes, perquè poguessin identificar els destinataris i les seves mercaderies de manera
senzilla. Posteriorment es va imprimir en el colofó o en una pàgina que quedava en blanc rere d'ell, però a finals del segle XV es fa constar també en la portada.
La primera marca d'impressor la van posar Fust i Schöffer en el Psalmorun Codex, el 14 d'agost de 1457 a Magúncia. I no va tardar gaires anys a convertir-se en una veritable il·lustració publicitària, ja que no només indicava l'origen del llibre, sinó que, a més a més, servia per certificar la seva qualitat, com a ornament, i fins i
tot, els que no sabien llegir podien identificar la procedència. Una de les més famoses és la d'Aldo Manuzio, un dofí enroscat a la canya d'una àncora, aparegut per primera vegada en l'obra Poetae christiani veteres a Venezia l'any 1502, i que curiosament va ser adoptat, els anys quaranta del segle XX per
l'editorial Destino per a la seva col·lecció Áncora y Delfín.
L'any 1539, el rei de França, Francesc I va promulgar unes normes prohibint als impressors utilitzar una marca que es pogués confondre amb la d'altres per evitar confusions i picaresca, encara que no sempre era així, doncs els impressors dels segles XV i XVI eren donats a copiar-se no només amb intenció fraudulenta, sinó solament com adopció de temes i símbols, que cadascú prenia d'on li semblava. A Catalunya passava molt sovint, per exemple Pere Malo usava una marca que imitava amb molta exactitud la d'un impressor lionès, Louis
Martin i Duran Salvanyach en tenia una que era una reproducció de la de GuillemEustace, impressor a París.
La primera marca usada a Espanya aparegué a les Ordenanzas Reales de Castilla d'Alfonso Díaz de Moltalvo. Eren indistintament d'impressors o d'editors, però les
primeres eren les més predominants, i també passava que algunes eren adoptades pels tallers que canviaven de mans, com és el cas de la marca de Didac Gumiel, impressor de la segona edició, a Barcelona, del Tirant lo Blanch (1497) que va passar al primer impressor català, Pere Posa, que l'any 1481 imprimia a Barcelona i la va començar a utilitzar ja en el segle
XVI.
Alguns impressors van utilitzar diferents marques, successives o simultànies, i l'estudi d'aquestes, per exemple, si estan més o menys gastades, serveix per datar exemplars sense any o mutilats. De vegades es falsificaven per vendre llibres amb dates diferents de les reals, per amagar el lloc real d'impressió o per fer edicions pirates d'obres que tenien èxit de vendes.
Actualment les marques d'impressor quasi no es posen, es fan servir les marques d'editor, a les portades i en el llom dels llibres especialment, però també les posen a les sobrecobertes anteriors i posteriors, i a les cobertes anteriors i posteriors.

## Característiques

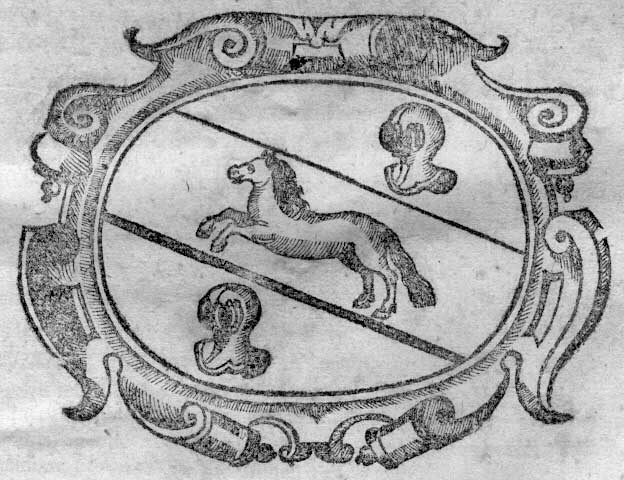
Marca d'impressor d'Antoni de Cavalleria, 1696.

Les marques antigues presenten formes molt diverses, de qualitat molt diferent. A Itàlia i França trobem les mostres més reeixides per bé que arreu d'Europa van ser un element característic durant segles, i les que aparegueren a Catalunya a finals del segle xv, tenien influència italo-veneciana, malgrat que la majoria d'impressors que primer van venir eren alemanys.
La majoria, a part de servir per identificar l'impressor, pretén ser alguna cosa així com una divisa, un emblema i, amb el dibuix al·lusiu porten també un lema. Una de les imatges més usades és la impremta, des dels incunables fins a llibres recents i els lemes són variats i moltes vegades resumint el pensament o les idees de
l'impressor. També gravaven escenes extretes de la Bíblia, la literatura clàssica, els bestiaris medievals, i de vegades les imatges revelen el nom de l'impressor, passant a dir-se Marques Parlants, com la de Pere i Antoni Lacavalleria, amb el cavall amb dos cascos, de 1696.